# Nudo di madre
Nudo di madre (Manuale del perfetto Scrittore) è un manuale del 1997 dello scrittore italiano Aldo Busi.

## Contenuti
Approfondendo quanto già parzialmente anticipato qualche anno prima nel suo Sodomie in corpo 11, in questo testo Busi si rivolge agli aspiranti scrittori fornendo loro spunti di riflessione teorici su come imparare l'autodisciplina del "mestiere" di scrittore, ma anche consigli pratici su come divenire manager di se stessi.

## Edizioni
- Nudo di madre. Manuale del perfetto Scrittore, Milano, Bompiani, 1997.